# 의령 태암서원
의령 태암서원(宜寧 泰巖書院)은 대한민국 경상남도 의령군 용덕면 죽전리에 있는, 담양 전씨 문원공 전조생과 그의 후손 전자수를 추모하기 위해 유림과 후손들이 세운 서원이다. 1997년 12월 31일 경상남도의 문화재자료 제254호로 지정되었다.

## 개요
담양 전씨 문원공 전조생과 그의 후손 전자수를 추모하기 위해 유림과 후손들이 세운 서원으로 의령지역의 대표적 사족이었던 담양전씨의 문중서원으로서 조선 후기 향촌사회를 실질적으로 영도하였던 향촌 기구이다.
전조생은 고려시대의 문신이자 학자로 학문과 문장에 뛰어났던 분이다. 고려가 망하고 이성계가 조선을 개국하였을 때 두 임금을 섬기지 않는다는 신하의 도리를 지키고자 산 속에서 은거하였다.
정조 13년(1789)에 세운 이 서원은 고종 5년(1868) 흥선대원군의 서원철폐령으로 해체되었다가 다시 세운 것이다.
경내의 건물로는 별묘와 강당 등이 있다.
별묘는 영정을 모신 곳으로 앞면 3칸·옆면 2칸 규모이며, 지붕은 옆면에서 볼 때 사람 인(人)자 모양인 맞배지붕으로 꾸몄다.
강당은 유생을 교육하고 유림들이 모임을 갖던 장소이다. 앞면 6칸·옆면 2칸 규모이며 지붕은 맞배지붕이다. 가운데 3칸에 마루를 두고 양 옆에는 온돌방을 배치하였다.
현재 교육 기능은 없어지고, 해마다 2월과 10월에 제사를 지내고 있다.

## 참고 문헌
- 의령 태암서원 - 국가유산청 국가유산포털
- 태암서원(泰巖書院) - 힌극서원연합회